# Mellem to verdener (dokumentarfilm fra 1983)
|  | Denne artikel er oprettet af botten PalnaBot ud fra en ekstern database. Den kan derfor have sproglige fejl eller mangler. Denne skabelon kan fjernes efter kontrol af indholdet. |

 For alternative betydninger, se Mellem to verdener. (Se også artikler, som begynder med Mellem to verdener)
Mellem to verdener er en film instrueret af Jimmy Andreasen, Harold Ryan.

## Handling
Tre tyrkiske drenge i 14-års alderen der går i modtagelsesklasse på Avedøre Skole i Hvidovre. Filmen fortæller om problemerne ved en ny tilværelse i Danmark med hensyn til sproget og fritiden og om usikkerheden, frygten, racismen og fremtidsdrømmen. Solidarisk beskrivelse af en gruppe fremmedsprogede tyrkiske drenge og det at være indvandrer.